# Hypericum chapmanii
Hypericum chapmanii är en johannesörtsväxtart som beskrevs av P. Adams. Hypericum chapmanii ingår i släktet johannesörter, och familjen johannesörtsväxter. Inga underarter finns listade i Catalogue of Life.